# 身延別院
身延別院（みのぶべついん）は、東京都中央区にある日蓮宗の寺院。身延山久遠寺の別院でもある。高野山真言宗の大安楽寺の隣にある。

## 歴史
1883年（明治16年）、新居日薩によって開山された。当地はかつての伝馬町牢屋敷で、明治期に入って廃止されると、誰も住む者もなく空地となった。そこで、獄死者・刑死者の菩提を弔うべく創建されたのが当院である。
開山以来、当院管理者は本山から派遣される任期ありの「別当制」であったが、1942年（昭和17年）からは「住職制」に切り替えられた。2020年（令和2年）時点での住職は第3世となっている。
門前には、かつて同じ日蓮宗の瑞法光寺が存在していた。1987年（昭和62年）に茨城県取手市に移転した。

## 本尊
当院の本尊は、「願満高祖日蓮大菩薩像」と呼ばれる日蓮像である。1310年（延慶3年）に龍華樹院日像によって作られたものであり、これまでは本山の身延山久遠寺に安置されていた。高さは71センチメートルで、東京都の有形文化財に指定されている。
1923年（大正12年）9月1日の関東大震災に際しては、本尊をはじめとする寺宝を持ち出し、病院の患者を乗せていた伝馬船に何とか乗せることができた。しかし患者の上陸後、火の手が船の近くにまで及び、船が行方不明になってしまった。半月後、船橋の海岸に無人の船が漂着し、過去帳から当院のものと判明した。1945年（昭和20年）2月15日の空襲でも、焼夷弾が本尊の側に落ちたのにもかかわらず、何故か燃え広がることはなかった。当院では「霊像の加護の賜と一層有り難味を覚えるものである」「大聖人のなせる奇瑞」としている。

## 交通アクセス
- 小伝馬町駅より徒歩1分。